# کلم ساوی
کلم ساوُی (نام علمی: Brassica oleracea var. sabauda) نام یک جوره از گونه کلم وحشی است.